# Vesa Pulliainen
Vesa Pulliainen (Mikkeli, 8 mei 1957 – Mikkeli, 21 februari 2010) was een profvoetballer uit Finland, die speelde als middenvelder. Hij beëindigde zijn actieve loopbaan in 1986 bij de Finse club TuTo Turku.

## Interlandcarrière
Pulliainen kwam – inclusief duels voor de olympische ploeg – in totaal zes keer uit voor de nationale ploeg van Finland in 1980. Hij maakte zijn debuut onder leiding van bondscoach Esko Malm op 25 juni 1980 in de vriendschappelijke uitwedstrijd tegen IJsland (1-1) in Reykjavik, net als doelpuntenmaker Ari Tissari, Tomi Jalo, Jouko Soini en Jouko Alila. Pulliainen, bijgenaamd Pälli, vertegenwoordigde zijn vaderland in datzelfde jaar bij de Olympische Spelen in Moskou, waar Finland werd uitgeschakeld in de eerste ronde.